# Ernesto Artom
Ernesto Artom (Asti, 7 agosto 1868 – Roma, 7 novembre 1935) è stato un diplomatico e politico italiano.
Nel 1919 fu nominato senatore del regno d'Italia.